# Entoni Rej Parker
Entoni Rej Parker (енгл. Anthony Ray Parker) je američki glumac, najpoznatiji po ulozi Dozera u filmu Matriks. Rođen je u Saginu, Mičigen u Sjedinjenim Američkim Državama, a trenutno živi u Los Anđelesu, Kalifornija.
Krajem 1990-ih i početkom 2000-ih, Parker se doselio u Novi Zeland i imao zapaženu televizijsku karijeru, pojavljujući se u brojnim emisijama kao pomoćnik Suzan Pol (Suzanne Paul).
Snimio je u veliki broj novozelandskih i australijskih TV emisija i filmova.

## Spoljašnje veze
- Entoni Rej Parker на веб-сајту  (језик: енглески)